# پامپاددان
پامپاددان (نام علمی: Pampatheriidae) نام یک تیره از راسته نواره‌سانان است.